# Сіді-Бель-Аббес
Сіді-Бель-Аббес (араб. سيدي بلعباس, фр. Sidi Bel Abbès) — місто на північному заході Алжиру. Адміністративний центр однойменного вілаєту.

## Розташування
Сіді-бель-Аббес розташований приблизно за 90 кілометрів на південь від узбережжя Середземного моря поблизу Орана у високій долині Тель-Атласу на висоті близько 470 м . Клімат від помірного до теплого; Дощ (прибл. 460 мм/рік) припадає переважно на зимові місяці.

## Населення
| Рік                 | 1977 рік | 1987 рік | 1998 рік | 2008 рік |
| ------------------- | -------- | -------- | -------- | -------- |
| Кількість мешканців | 112 988  | 152 778  | 183 931  | 210 146  |

З 1960-х років Сіді-бель-Аббес зазнав сильної імміграції родин із сільських районів Алжиру.

## Історія
У 1843 році біля села Сіді-бель-Аббес французи заснували військовий форпост і за кілька років створили місто за французьким зразком. Воно стало центром Іноземного легіону і швидко зростало. У 1896 році тут проживало 26 887 мешканців, з яких 11 516 — мусульмани, 420 — євреї, 6950 — громадяни Франції та 8001 — інші європейці. З 1831 по 1962 рік у місті розташовувався материнський будинок (Maison mère) Іноземного легіону з 1-м Іноземним полком у кварталі В'єно. Швидке зростання міста призвело до того, що його первинна структура зникла.
Населення не складалося лише з правих поселенців. Соціальна боротьба метрополії точилася і в Алжирі. Тріумф лівого Народного фронту на парламентських виборах у Франції призвів до радісних мітингів у Сіді-бель-Аббес 14 червня 1936 року, коли на вулиці вийшло близько 5000[5] людей. Правоекстремістські демонстранти атакували захід сльозогінним газом і закидали його камінням.
Після проголошення незалежності Алжиру 5 липня 1962 року після Алжирської війни, Іноземний легіон втратив свою найстарішу і найважливішу на той час базу. Французький уряд передислокував весь полк з Алжиру до міста Обань (Франція). У фортецю Іноземного легіону спершу переїхав університет. Численні європейці, так звані Pieds-noirs, також покинули місто. У вересні 1962 року місто було напівпорожнім через від'їзд європейського населення. Адміністрація, поліція, юстиція, освіта та багато видів економічної діяльності тимчасово припинили свою роботу.

## Визначні місця

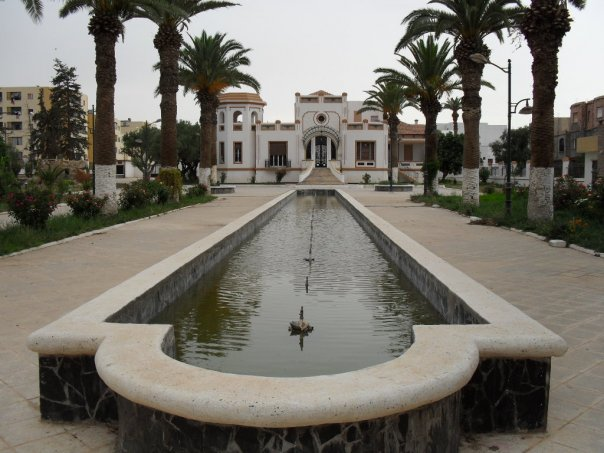
Художній інститут

Старе місто було оточене міським муром з чотирма брамами, який був здебільшого знесений у 1930 році на користь широких бульварів. У місті, яке було повністю перебудоване французами і має багато будівель у різних стилях другої половини 19-го і першої половини 20-го століття, є університет і художній інститут.

## Транспорт
У 2017 році в місті відкрилась перша трамвайна лінія.

## Відомі особистості
- Рене Вівіані (1863—1925), прем'єр-міністр Франції 1914—1915
- Шарль Брекар (1867—1952), французький генерал
- Каддур Бенгабріт (1868—1954), мусульманський священнослужитель і дипломат, засновник Великої паризької мечеті
- Гастон Моріс Джуліа (1893—1978), французький математик
- Жан Реш (1915—1999), французький астроном
- Марсель Сердан (1916—1949), французький боксер-професіонал середньої ваги
- Совер Родрігес (1920—2013), французький футболіст і тренер
- Шейха Рімітті (1923—2006), алжирська співачка Раї
- Мохаммед Беджауї (нар.1929), алжирський юрист, президент Міжнародного суду (1994—1997)
- Раймонд Лопес (1931—2017), французький автогонщик
- Джілалі Абді (1943—2022), алжирський футболіст
- Кадур Наїмі (нар. 1945), алжирсько-франко-італійський кінопродюсер, сценарист, драматург і актор
- Жан Боє (1948—2004), французький органіст, композитор і професор органу
- Гектор Зазу (1948—2008), французький композитор і музичний продюсер
- Жан-Франсуа Ларіос (нар. 1956), французький футболіст
- Жан-Марк Авелін (нар. 1958), французький священнослужитель, архієпископ Марселя
- Брижіт Жіро (нар. 1960), французька письменниця
- Кад Мерад (нар. 1964), французький кіноактор
- Мохамед Бахарі (нар. 1976), алжирський боксер
- Худа-Іман Фараун (нар. 1979), алжирський фізик і політик